# Sphenomorphus undulatus
Sphenomorphus undulatus este o specie de șopârle din genul Sphenomorphus, familia Scincidae, descrisă de Wilhelm Peters și Doria 1878. Conform Catalogue of Life specia Sphenomorphus undulatus nu are subspecii cunoscute.